# Dominus ac Redemptor

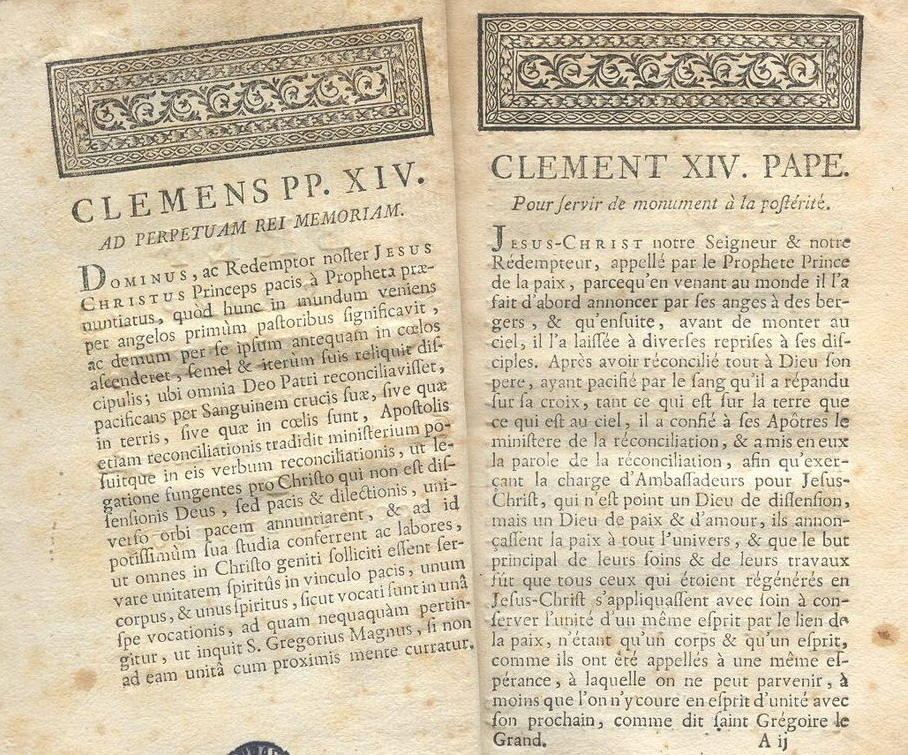
Изданный текст послания на латыни и французском.

Dominus ac Redemptor (лат.Dominus ac Redemptor Noster, англ. "Lord and Redeemer our Father",русс."Повелитель и Искупитель Отче наш")— папское бреве, часто неверно называемое буллой, римского папы Климента XIV, датированное 10 (21) июля 1773 года. Бреве упразднило монашеский орден иезуитов (Общество Иисуса), в течение двух веков бывший опорой папства и основной силой контрреформации. Послание подробно мотивировало эту меру.
Имущество подлежало конфискации в пользу светских властей. Генерал ордена Лоренцо Риччи, не желавший реформ ордена и заявлявший: «Sint ut sunt aut non sint» (с лат. — «Пусть будет как есть, или не будет вовсе»), был заточён, вместе со своим заместителем, в римскую крепость св. Ангела, где и умер в 1775 году. Орден продолжал существовать лишь в Пруссии, Швейцарии и России, где Екатерина II отказалась публиковать папское бреве о роспуске.
В 1801 году папа Пий VII официально разрешил существование общества, но только на территории России.

## Политический аспект
Папское решение было вызвано политической необходимостью примирения с Бурбонами. Результатом уничтожения иезуитского ордена стало примирение с римским престолом католических держав и возвращение церковных владений, захваченных Францией и Неаполем при Клименте XIII, и восстановление папского суверенитета над Авиньоном и Беневенто. Климент был уверен, что иезуиты лишат его жизни за уничтожение их ордена; действительно, он вскоре умер, и современники были убеждены, что его отравили иезуиты.

## В России
После роспуска общества в Европе и первого раздела Речи Посполитой двести один иезуит в четырёх колледжах и двух резиденциях польских и литовских областей оказался на территории Российской империи под покровительством Екатерины II. Последняя, по доставке в Польшу в сентябре 1773 года послания Dominus ac Redemptor, повелела считать его несуществующим.